# Темпи (Аризона)
Темпи (енгл. Tempe) град је у америчкој савезној држави Аризона. По попису становништва из 2020. у њему је живело 180.587 становника.

## Демографија
Према попису становништва из 2010. у граду је живело 161.719 становника, што је 3.094 (2,0%) становника више него 2000. године.
|                   | 2010.            | 2000.            |
| Укупно            | 161 719 (100,0%) | 158 625 (100,0%) |
| Белци             | 100 711 (62,28%) | 110 517 (69,67%) |
| Хиспаноамериканци | 34 092 (21,08%)  | 28 473 (17,95%)  |
| Афроамериканци    | 9 551 (5,906%)   | 5 801 (3,657%)   |
| Азијати           | 9 217 (5,699%)   | 7 531 (4,748%)   |
| Остали            | 8 148 (5,038%)   | 6 303 (3,974%)   |

## Партнерски градови
- Регензбург
- Скопље
- Lower Hutt
- Тимбукту
- Џенђанг